# معركة حصن اللوز
وقعت معركة حصن اللوز بالقرب من حصن اللوز شمال مدينة غرناطة عام 1295. دارت المعركة بين قوات إمارة غرناطة، بقيادة محمد الثاني سلطان غرناطة، ضد قوات مملكة قشتالة بقيادة سيد فرسان قلعة رباح روي بيريز بونس دي ليون نيابة عن سانتشو الرابع ملك قشتالة. أسفرت المعركة عن هزيمة كارثية لقشتالة وفرسان القلعة، ومقتل سيدهم متأثرًا بجراحه التي أصيب بها في المعركة. 

## خلفية
مع تسليم المرينيين للجزيرة الخضراء ورندة لمملكة غرناطة، تمكنت غرناطة من اتباع سياسات توسعية بشكل آمن مع العلم أن خايمي الثاني ملك أراغون لن يعارض أي إجراء من جانب غرناطة ضد مملكة قشتالة لخلاف المملكتين.

## المعركة
في محاولة لتأمين حدوده الشمالية، استولى محمد الثاني على حصن في كيسادا وهزم قوات التاج القشتالي بقيادة روي بيريز بونس دي ليون في حصن اللوز في الأشهر الأخيرة من عام 1295. بعد الهزيمة، انسحب الجيش القشتالي إلى معسكره حيث مات بونس دي ليون، السيد الأكبر لفرسان قلعة رباح متأثرًا بجراحه التي أصيب بها أثناء القتال.

## نتائج
مهد انتصار محمد الثاني على القوات القشتالية الطريق لعقد اتفاق صداقة نهائي بين مملكة غرناطة ومملكة أراغون التي كانت لها مشاكلها الخاصة مع قشتالة.

## روابط خارجية
- nuevoportal.com. "La Orden de Calatrava". مؤرشف من الأصل في 2024-02-26. اطلع عليه بتاريخ 2012-07-15.

## فهرس
- O'Callaghan، Joseph (2011). The Gibraltar Crusade: Castile and the Battle for the Strait. Philadelphia, PA: University of Pennsylvania Press. ISBN:9780812204636. مؤرشف من الأصل في 2024-02-26.
- Carriazo Rubio, Juan Luis (2002). La Memoria del Linaje: Los Ponce de León y Sus Antepasados a Fines de la Edad Media (بالإسبانية). Seville: Universidad de Sevilla, Secretariado de Publicaciones. ISBN:84-472-0723-4. Archived from the original on 2023-06-02.
- Arévalo, Rodrigo Sánchez de (1470). Compendiosa historia Hispanica (بالإسبانية واللاتينية). Spain: أولريش هان  [لغات أخرى]‏. 372 pages. Archived from the original on 2024-02-26.{{استشهاد بكتاب}}:  صيانة الاستشهاد: علامات ترقيم زائدة (link)